# Kim cang đảo
Kim cang đảo hay kim cang hai tán (danh pháp: Smilax inversa) là một loài thực vật có hoa trong họ Smilacaceae. Loài này được T.Koyama miêu tả khoa học đầu tiên năm 1974.